# Alessandro Filarete
Alessandro Filarete (Lucoli, ... – 1608) è stato un vescovo cattolico italiano.

## Biografia
Nato a Lucoli, entrò nella carriera ecclesiastica. Il 12 agosto 1592 venne nominato vescovo di Umbriatico da papa Clemente VIII. Mantenne l'incarico fino alla morte, avvenuta nel 1608.